# Skansen miniatur w Pobiedziskach
Skansen Miniatur w Pobiedziskach – park miniatur zlokalizowany w Pobiedziskach, prezentujący makiety obiektów historycznych i  fragmentów zabudowy miast wielkopolskich.
Celem założenia skansenu było zilustrowanie struktury przestrzennej Szlaku Piastowskiego w jego obecnym i częściowo historycznym kształcie oraz procesu rozwoju osadnictwa i kształtowania się państwowości polskiej. Inicjatorem powstania muzeum był były burmistrz Pobiedzisk Krzysztof Wojdanowicz. Skansen otwarty został w maju 1998 r., w roku jubileuszu 950-lecia Pobiedzisk. Niektóre miniatury wykonano już w 1994 roku.
Obiekt obejmuje około 35 budowli z terenu Szlaku Piastowskiego. Miniatury wykonane zostały w skali 1:20.
Skansen położony jest przy trasie Poznań – Gniezno, w połowie drogi pomiędzy tymi miastami. Sąsiaduje bezpośrednio z Grodem Pobiedziska – rekonstrukcją dawnej osady.

## Zminiaturyzowane obiekty
| - Pałac w Rogalinie - Ruiny Zamku w Wenecji - Mysia Wieża - Biblioteka Raczyńskich - Kościół w Wierzenicy - Kościół w Węglewie - Wiatraki w Moraczewie - Zagroda wiejska - Biskupin - Kościół w Gieczu - Kościół św. Wojciecha w Poznaniu - Kościół św. Prokopa w Strzelnie - Dwór w Koszutach - Kościół św. Jana w Mogilnie - Pallatium – Ostrów Lednicki - Pałac w Antoninie - Katedra w Gnieźnie - Międzynarodowe Targi Poznańskie – iglica | - Wielkopolskie Muzeum Pożarnictwa w Rakoniewicach - Pałac w Lubostroniu - Opera Poznańska - Rynek w Pobiedziskach - Kościół w Kościelcu Kujawskim - Kościół św. Jana Jerozolimskiego w Poznaniu - Kościół w Inowrocławiu - Kościół św. Marcina w Poznaniu - Kościół Kolegiacki w Kruszwicy - Collegium Trzemeszno - Kościół w Murowanej Goślinie - Pałac w Czerniejewie - Pomnik Ofiar Czerwca 1956 - Katedra w Poznaniu - Kościół Najświętszej Marii Panny w Poznaniu - Psałteria w Poznaniu - Stary Rynek w Poznaniu |

## Galeria

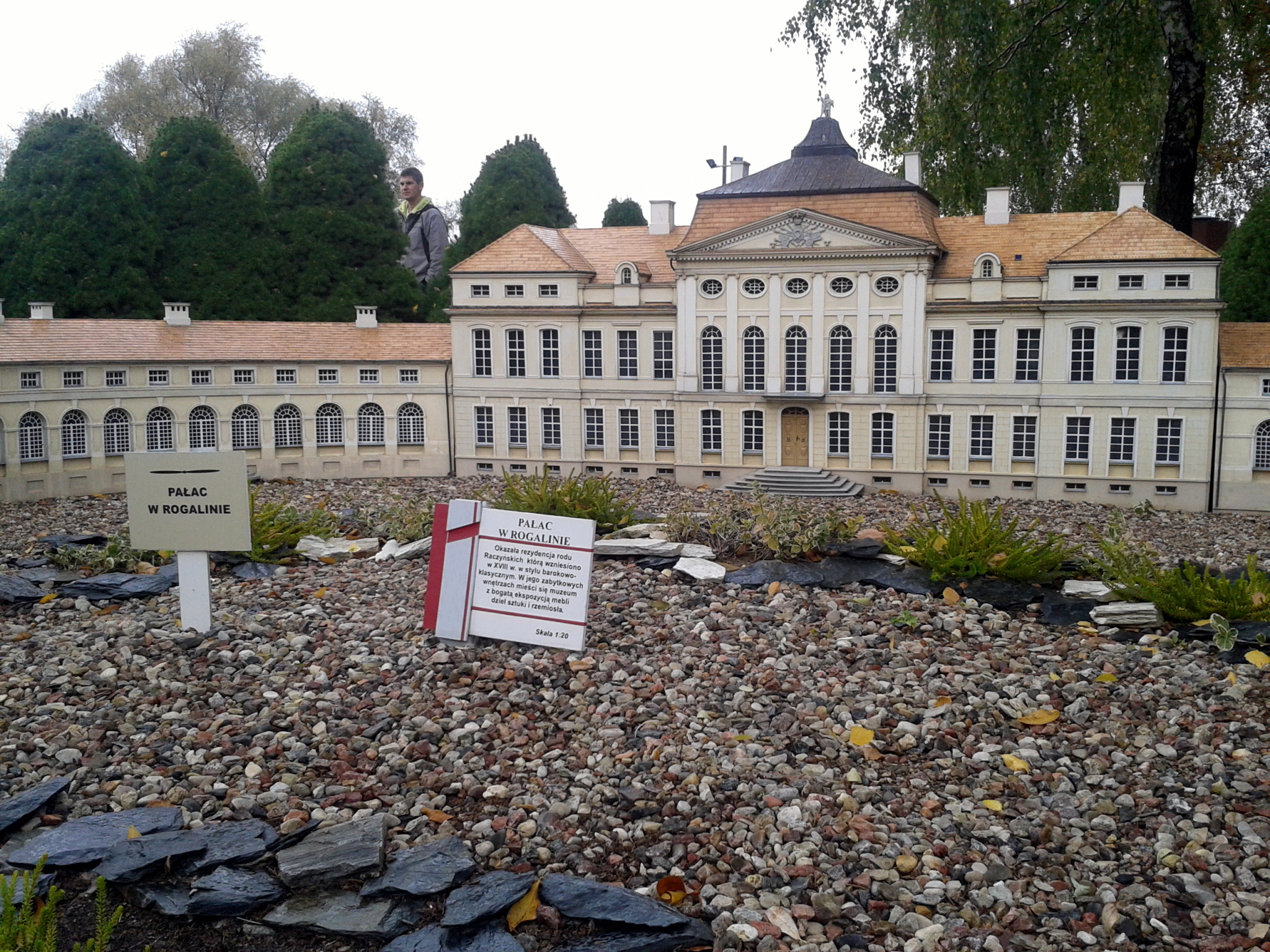
Pałac w Rogalinie
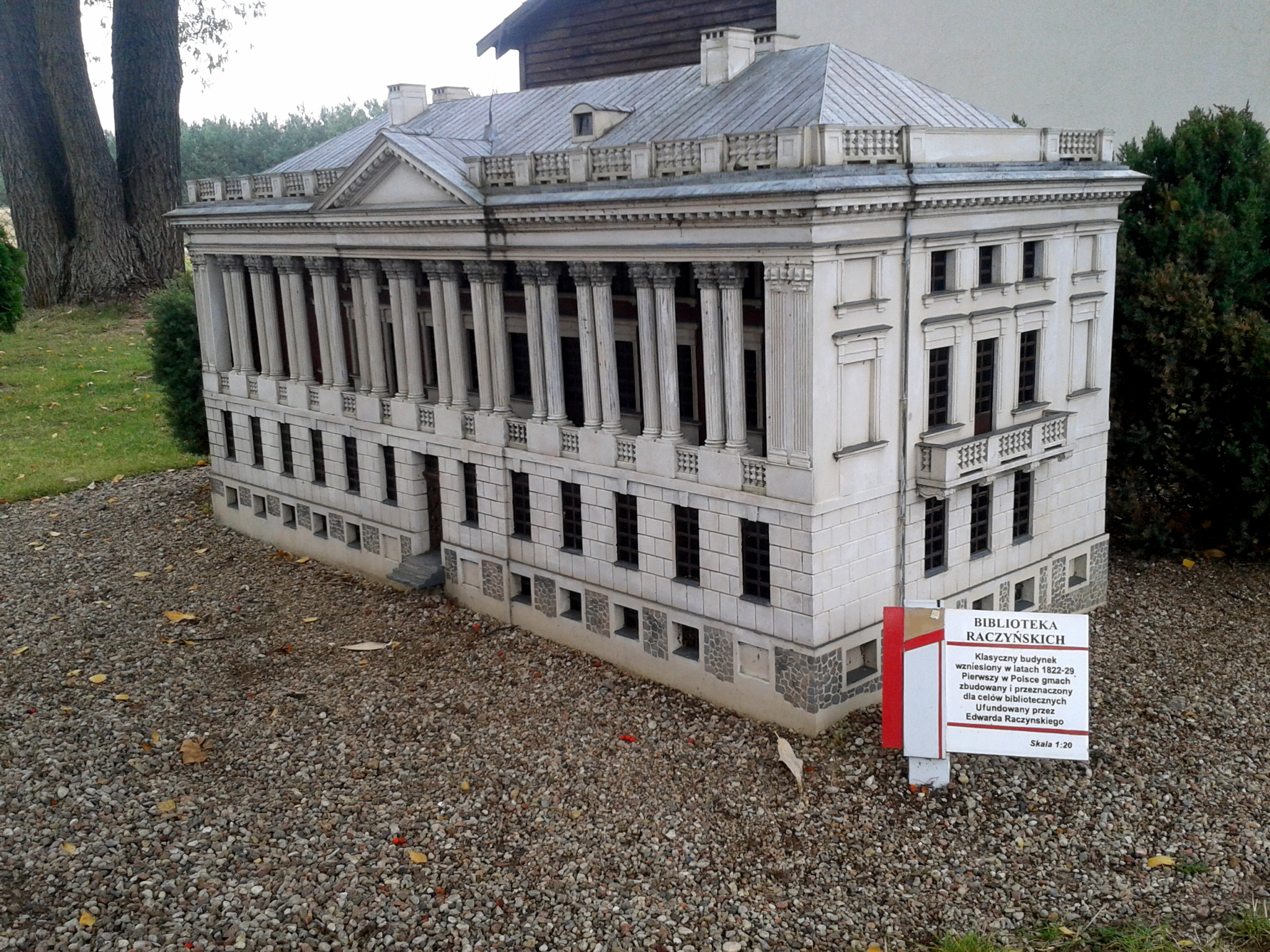
Biblioteka Raczyńskich
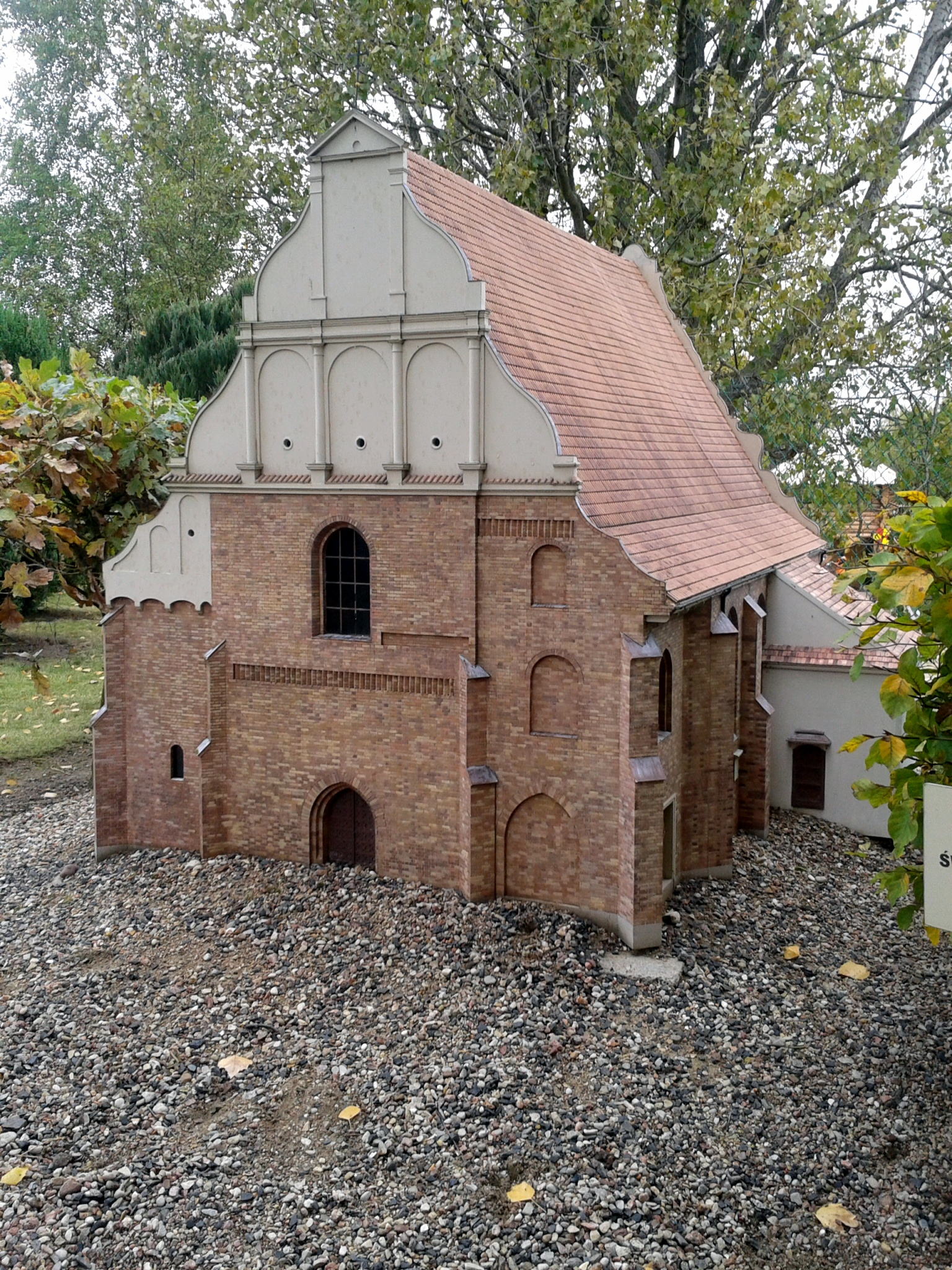
Kościół św. Wojciecha
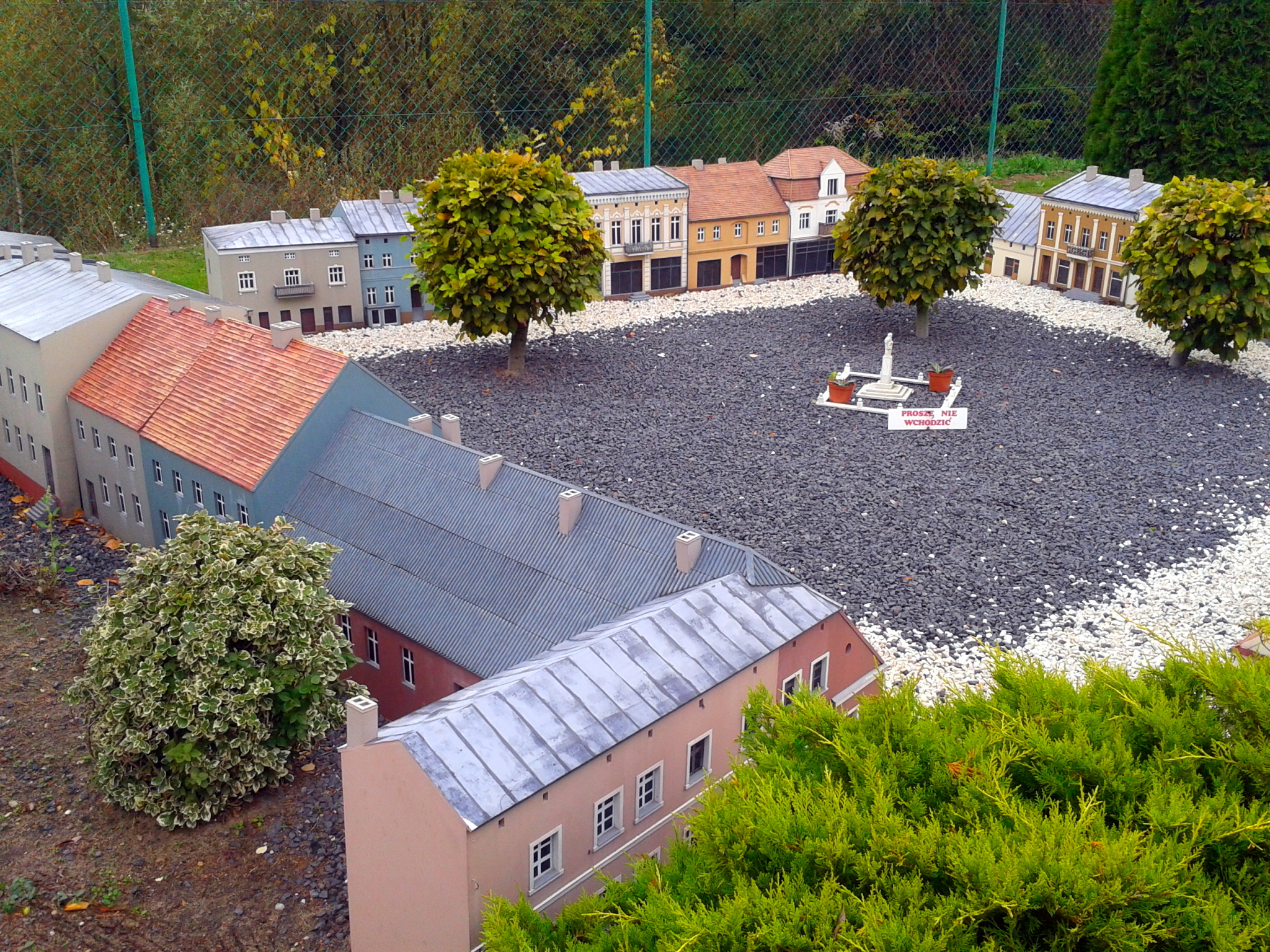
Rynek w Pobiedziskach
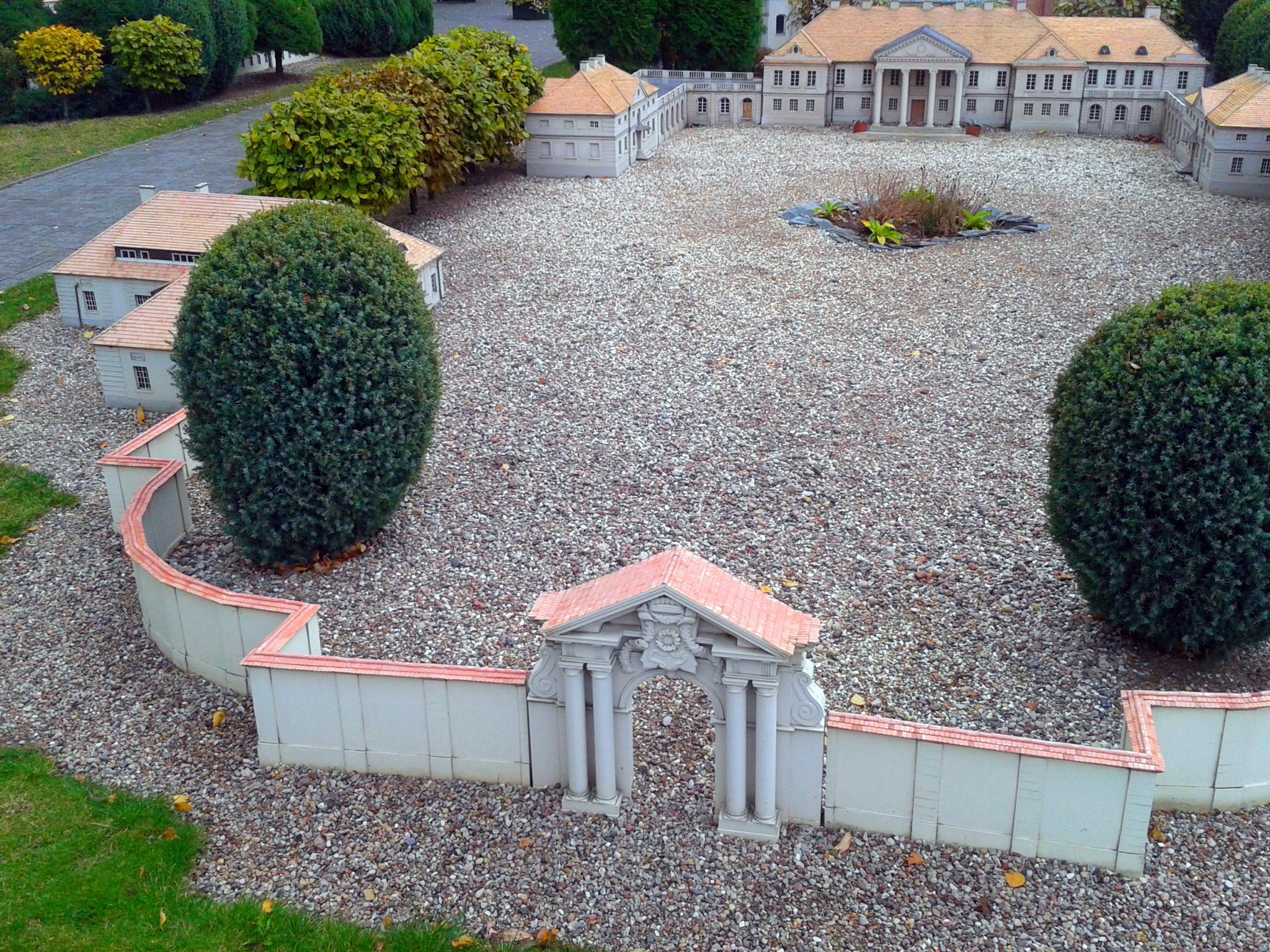
Pałac w Czerniejewie
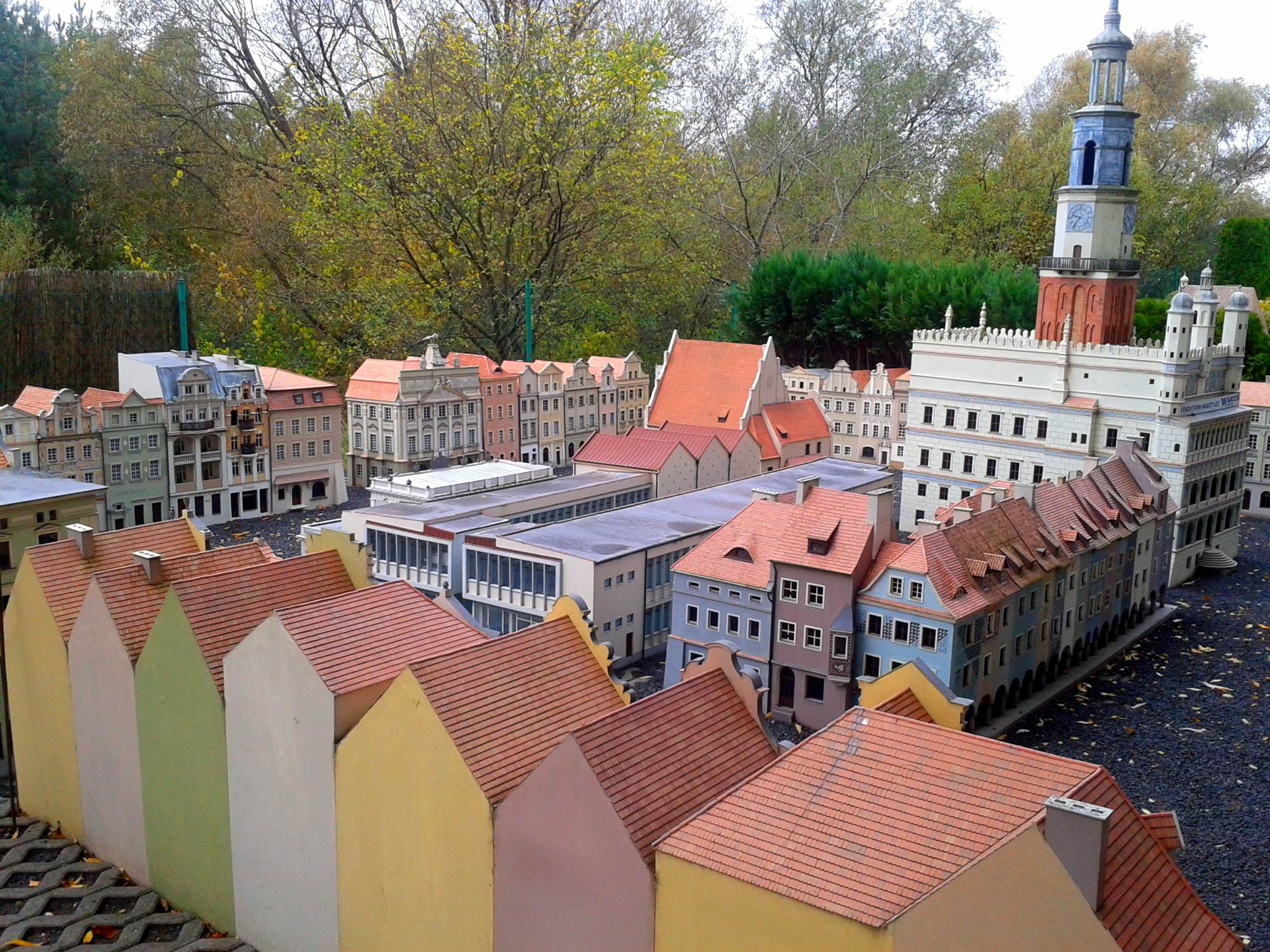
Rynek w Poznaniu